# Соседи. На тропе войны 2
«Соседи. На тропе войны 2» (англ. Neighbors 2: Sorority Rising) — североамериканский комедийный фильм режиссёра Николаса Столлера.
Сюжетное продолжение (сиквел) первого фильма 2014 года. Главные роли исполнили Сет Роген, Зак Эфрон, Роуз Бирн и Хлоя Грэйс Морец. Премьера фильма была запланирована на 20 мая 2016 года, в российский прокат фильм вышел 23 июня 2016 года. По системе рейтингов MPAA фильм получил оценку «R» (До 17 лет обязательно сопровождение родителя или взрослого).

## Сюжет
На этот раз в дом по соседству с Маком и Келли въезжает университетский женский клуб. Чтобы разобраться с новыми соседями, которые не дают им покоя, Мак и Келли объединяют свои силы с их бывшим врагом — Тедди Сандерсом.

## В ролях
| Актёр            | Роль                  |
| ---------------- | --------------------- |
| Сет Роген        | Maк Реднер            |
| Роуз Бирн        | Келли Реднер          |
| Зак Эфрон        | Тедди Сандерс         |
| Хлоя Грэйс Морец | Шелби                 |
| Дэйв Франко      | Пит                   |
| Айк Баринхолц    | Джимми                |
| Карла Галло      | Пола жена Джимми      |
| Кирси Клемонс    | Бет                   |
| Бини Фелдштейн   | Нора                  |
| Селена Гомез     | Мэдисон               |
| Лиза Кудроу      | Декан Кэрол Глэдстоун |
| Билли Айкнер     |                       |
| Кэмерон Даллас   |                       |

## Производство
В начале февраля 2015 года фильм уже был на стадии производства, режиссёром вновь стал Николас Столлер, а сценарий написали Эндрю Дж. Коэн и Брендан О'Брайен вместе с Николасом Столлером, Сетом Рогеном и Эваном Голдбергом. Сет Роген, Роуз Бирн и Зак Эфрон вернулись к своим ролям. Съёмки начались в середине 2015 года. В июле Хлоя Грейс Морец присоединилась к актёрскому составу, также стало известно название фильма. 4 августа стало известно, что Карла Галло и Айк Баринхолц также снимутся в сиквеле. 7 августа Кирси Клемонс и Бини Фелдштейн пополнили актёрский состав, сыграв студенток из «сестричества». 13 августа 2015 года The Hollywood Reporter сообщил, что Дэйв Франко также вернётся к съёмкам в сиквеле. Селена Гомес была замечена на съёмочной площадке. Лиза Кудроу также была замечена на съёмках. Билли Айкнери и Кэмерон Даллас присоединились к актёрскому составу.

### Съёмки
Основные съёмки начались в конце августа 2015 года в Атланте, штат Джорджия, США. Хлоя Грейс Морец была замечена на съёмках 26 августа. Съёмки завершились 29 октября 2015 года.

## Премьера
6 февраля 2015 года Universal Studios объявили дату выхода фильма — 13 мая 2016 года, однако 27 июля 2015 года было объявлено, что фильм появится в прокате на неделю позже, 20 мая 2016 года. 13 февраля 2016 года Universal Studios на своей странице в Twitter выпустили плакат, в котором говорилось, что в Великобритании фильм выйдет 5 мая 2016 года. В США премьера фильма состоялась 20 мая 2016 года. Критики и зрители в целом благосклонно приняли картину.